# Peroara discovata
Peroara discovata är en fjärilsart som beskrevs av William Schaus 1922. Peroara discovata ingår i släktet Peroara och familjen tandspinnare. Inga underarter finns listade i Catalogue of Life.